# Нико и ништа у Паризу и Лондону
Нико и ништа у Паризу и Лондону (енгл. Down and Out in Paris and London) је прво веће дело енглеског аутора Џорџа Орвела, објављено 1933. Реч је о мемоарима у два дела на тему сиромаштва у два града. Његова циљна публика били су припадници средње и више класе – они за које је већа вероватноћа да ће бити добро образовани – и разоткрива сиромаштво које постоји у два просперитетна града: Паризу и Лондону. Први део је приказ живота у готово екстремном сиромаштву и неимаштини у Паризу и искуство повременог рада у кухињама ресторана. Други део је путопис о животу на путу у Лондону и околини из перспективе скитнице, са описима доступних типова смештаја у хостелу и неким од ликова који се могу наћи на маргинама.

## Заплет
Нико и ништа одражава ауторову преокупацију друштвеном неједнакошћу и условима који стварају бескућништво. Књига почиње описом боравка протагониста у Паризу, где ради као перач судова, пре него што се врати у Енглеску да истражује живот на маргинама у Лондону. У овом фрагменту, аутор, који је управо стигао у Лондон, приморан је да прода своју одећу да би могао да плати преноћиште. Када облачи отрцану одећу коју је управо набавио, осећа се да се тренутно претвара у скитницу, толико да не препознаје ни сопствени одраз. Ова епизода омогућава Орвелу да истражи дехуманизирајуће последице сиромаштва: људи га одмах гледају са гађењем, а чини се да његова изношена одећа привлачи још више прљавштине. Како он то каже: „Прљавштина веома поштује личности; пушта те на миру када си добро обучен, али чим ти нестане крагна, лети према теби са свих страна."

## Чињенице и фикција
Једна од дебата око романа је да ли је то био део чињеничне аутобиографије или делимично фикција. Орвел је у уводу француског издања из 1935. написао: „Мислим да могу рећи да ништа нисам преувеличао осим у оној мери у којој сви писци претерују. Нисам осећао да морам да описујем догађаје у тачном редоследу којим су се они догодили, али све што сам описао догодило се у једном или другом тренутку." У поглављу XXIV, „јасно је да је Орвел искривио чињенице тврдећи да се по повратку из Париза затекао у Лондону и да није имао 'појма како да добије јефтин кревет'. Ово наравно појачава тензију [...] али истина је да је у Паризу већ написао свој први садржајни есеј „Шпиљак“, описујући ноћ проведену у хостелу скитница у Нотинг Хилу. Пре одласка из Енглеске добровољно је живео међу скитницама за неко време.“
У Путу до дока Виган, Орвел се осврнуо на искуства скитничарења описана у Нико и ништа у Паризу и Лондону, пишући да су се „скоро сви инциденти који су тамо описани заиста десили, иако су преуређени.” О паду у сиромаштво из поглавља III, написао је: „Наредна поглавља нису заправо аутобиографија, већ извучена из онога што сам видео. Што се тиче ликова, Орвелов сопствени увод у француско издање каже да су ликови појединци, али да су „више замишљени као репрезентативни типови."